# Harald Kaufmann

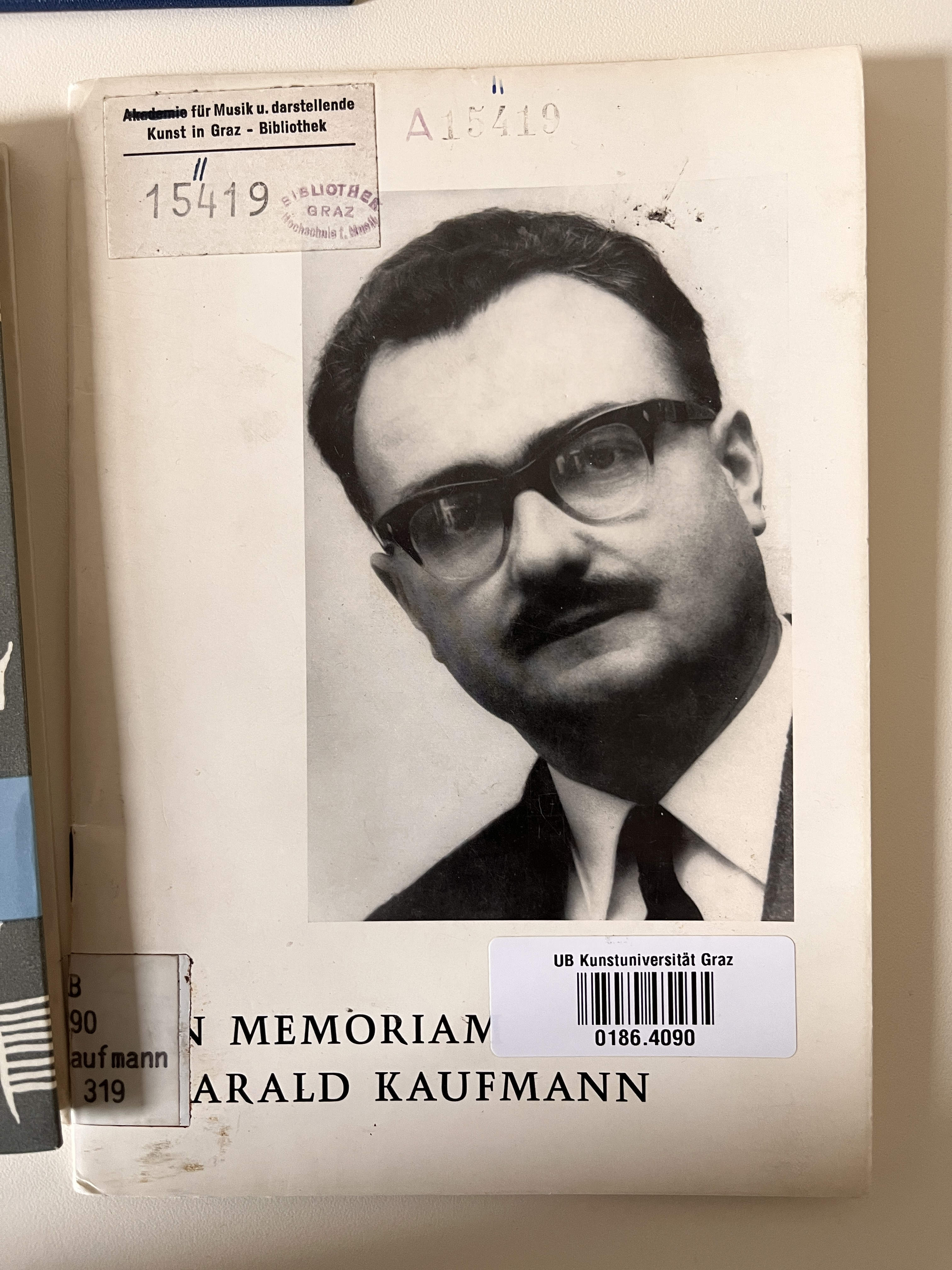
Titelseite der Gedenkschrift der damaligen Akademie für Musik und darstellende Kunst, heute Kunstuniversität Graz, anlässlich des Todes von Harald Kaufmann (1970)

Harald Kaufmann (* 1. Oktober 1927 in Feldbach, Steiermark; † 9. Juli 1970 in Graz) war ein österreichischer Musikforscher, Kulturredakteur und Erwachsenenbildner.

## Leben
Harald Kaufmann studierte in Graz Philosophie unter anderem bei dem Alexius-Meinong-Schüler Ferdinand Weinhandl sowie Musikwissenschaft bei Hellmut Federhofer. Schon als Student, ab 1947, organisierte er mit Kollegen unter der Leitung von Johann Wolfgang Schaukal das Bildungsprogramm der Urania Steiermark. Später, in den 50er- und 60er Jahren war er beliebter Vortragender zu Themen der Musiktheorie und Musikgeschichte, vor allem der zeitgenössischen Musik.
In den 1950er und 1960er Jahren wandte Kaufmann Weinhandls Methode der Gestaltanalyse auf die Analyse von Musik an. Insofern ist Kaufmann im weiteren Sinn zur Grazer Schule der Gestalttheorie zu zählen; in seinem kritischen Impetus, „in Diktion und dialektischer Konsequenz“ aber war er schon früh stark durch Karl Kraus beeinflusst. Ein zweites Studium (Jura) schloss Kaufmann 1953 ebenfalls mit dem Doktorat ab. Seit 1947 war er als Musikkritiker, von 1961 an als Kulturredakteur der sozialistischen Tageszeitung Neue Zeit tätig. In österreichischen, deutschen und schwedischen Zeitungen wirkte Kaufmann als Publizist, für den Österreichischen Rundfunk sowie für deutsche Rundfunkanstalten (u. a. WDR, NDR, Bayerischer Rundfunk, RIAS Berlin) verfasste er regelmäßig Sendereihen.

## Leistungen
In den Monaten nach Ende des Zweiten Weltkriegs beteiligte sich Kaufmann beim Wiederaufbau der Österreichischen Urania für Steiermark.  Im Rahmen des Volksbildungswerkes hielt er in den 1940er und 1950er Jahren hunderte von Vorträgen über Musik mit den Schwerpunkten Wiener Schule (Arnold Schönberg, Alban Berg, Anton Webern) und Avantgarde. 1946 gründete Kaufmann zusammen mit Ulrich Baumgartner, Hellmuth Himmel und Heinz Gerstinger das Grazer Hochschulstudio als klar fortschrittlich ausgerichtete Theatergruppe. Im November 1947 wurde als Hochschulstudio-Produktion Kaufmanns Einakter Vittoria Colonna unter der Regie von Heinz Gerstinger uraufgeführt. Bei dem Stück handelt es sich um eine dramatisierte Fassung der Novelle Die Versuchung des Pescara von Conrad Ferdinand Meyer. Weitere Theaterstücke: Don Juan mit Hindernissen,  Symposion und  Das Buch Hiob.
Kaufmann verfasste mehrere Opernlibretti: für Waldemar Bloch richtete er Stella nach Johann Wolfgang von Goethe ein (UA 5. Juli 1951 in Graz), für Rudolf Weishappel arbeitete er Elga nach Gerhart Hauptmann zum Opernstoff um (Ursendung 12. November 1952, ORF; szenische UA 28. Januar 1967, Landestheater Linz) und adaptierte König Nicolo oder So ist das Leben nach Frank Wedekind (szenische UA 1972, Volksoper Wien). Später distanzierte sich Kaufmann von diesen Arbeiten als „Jugendsünden“.
In den 1950er Jahren beschäftigte sich Kaufmann intensiv mit der von den Nationalsozialisten ausgerotteten jüdischen Kultur in Österreich. Über zehn Jahre lang arbeitete er an einem Buch, das den Titel Geist aus dem Ghetto tragen sollte und unveröffentlicht blieb. Das etwa 350 Seiten umfassende Manuskript gliedert sich in vier Teile: Der erste Abschnitt (Das Material) bringt einen historischen Abriss, der zweite Teil (Die Chronik) sieht eine nach Berufsgruppen (Ärzte, Kantoren, Rechtsanwälte, Musiker, Schriftsteller, Journalisten etc.) geordnete Auflistung jüdischer Intellektueller in Wien bis zum Exodus durch die Nazis vor. Im dritten Abschnitt (Die Analyse) geht Kaufmann auf wissenschaftliche Ideen und gesellschaftspolitische Theorien (u. a. Psychoanalyse, Traumdeutung, Zionismus) ein, die in Wien um 1900 entstanden sind oder ihre Ausprägung fanden. Für den vierten Teil (Ausnahmenzustände) hatte Kaufmann den Versuch vorgesehen, „das Thema des Jüdischen durch jüdische Selbstanalysen zu erfassen“.
1958 und 1961 leitete Kaufmann jeweils die Arbeitsgemeinschaft Musik im Rahmen des Europäischen Forum Alpbach. Auf der Hauptarbeitstagung des Instituts für neue Musik und Musikerziehung in Darmstadt hielt Kaufmann im April 1965 Vorträge zur Musik Schönbergs und Weberns, die in Musikwissenschaftskreisen große Beachtung fanden.
Kaufmann gründete 1967 als Vorstand das Institut für Wertungsforschung (jetzt: Institut für Musikästhetik) an der Grazer Musikakademie (jetzt: Universität für Musik und darstellende Kunst Graz); zeitgleich richtete Vera Schwarz dort ein Institut für Werkpraxis ein. „Universalistisch in ihren Interessen, interdisziplinär in ihrer Arbeitsweise, dialogisch in ihrem intellektuellen Stil, kontextualisierend im Zugang zu kulturellen Phänomenen, bewegt von Ungenügen am oder gar Misstrauen gegen den bestehenden Musikbetrieb, entwickelten Schwarz wie Kaufmann unter den Titeln ‚Aufführungspraxis‘ respektive ‚Wertungsforschung‘ zukunftsweisende Programme, in denen Wissenschaft und Kunst aufeinander bezogen waren.“
Seit 1968 gab Kaufmann die Studien zur Wertungsforschung heraus, für deren erste beide Bände er u. a. Theodor W. Adorno als Autor gewinnen konnte. Zwischen Adorno und Kaufmann kam es über die Jahre, neben einigen persönlichen Kontakten, zu einem brieflichen Gedankenaustausch. Kaufmann war zudem der engste Freund des Komponisten György Ligeti nach dessen Emigration aus Ungarn und widmete dessen Werk die ersten bedeutenden Analysen und Interpretationen. Am 1. Juni 1970 wurde bei Kaufmann septische Pleuropneumonie diagnostiziert. Am 29. Juni 1970 wurde er durch Entschließung des Bundespräsidenten der Republik Österreich, Franz Jonas, zum ordentlichen Hochschulprofessor ernannt. Kaufmann starb am 9. Juli 1970 im Alter von 42 Jahren in Graz.

## Nachwirkungen

### Harald-Kaufmann-Symposion
Am 20. und 21. Oktober 2010 veranstalteten Andreas Dorschel (Institut für Musikästhetik an der Universität für Musik und darstellende Kunst Graz) sowie Petra Ernst und Gerald Lamprecht (Centrum für Jüdische Studien an der Karl-Franzens-Universität Graz) an der Universität für Musik und darstellende Kunst Graz das Harald-Kaufmann-Symposion zu Leben und Werk Harald Kaufmanns.

### Harald-Kaufmann-Archiv
Das Harald-Kaufmann-Archiv wurde 1995 an der Akademie der Künste (Berlin) eingerichtet. Der umfangreiche Nachlass umfasst: Manuskripte und Vorarbeiten u. a. zur Dissertation Methoden der philosophischen Interpretation, zu den Büchern Spurlinien und Fingerübungen, zu Vorträgen sowie zur unveröffentlichten Studie Geist aus dem Ghetto: Zur jüdischen Kultur in der Donaumonarchie, Druckbelege von Rezensionen, Feuilletonartikeln und Werkeinführungen, Manuskripte von literarischen Arbeiten und Libretti, Analyseskizzen, Notizhefte; Korrespondenz u. a. mit Theodor W. Adorno, Hans Erich Apostel, Helene Berg, Alfred Brendel, Francis Burt, Friedrich Cerha, Luigi Dallapiccola, Johann Nepomuk David, Ulrich Dibelius, Herbert Eimert, Josef Häusler, Ernst Krenek, Rolf Liebermann, György Ligeti, Frank Martin, Josef Polnauer, Willi Reich, Rudolf Stephan, Heinrich Strobel, Hans Heinz Stuckenschmidt, Hans Swarowsky, Wieland Wagner und Hans Weigel sowie mit zahlreichen Institutionen; ferner biografische Unterlagen und Fotos.

### Harald-Kaufmann-Preis
2018 wurde ein „Harald-Kaufmann-Preis für Publizistik“ verliehen, initiiert von Karl-Franzens-Universität Graz und Universität für Musik und darstellende Kunst Graz für „herausragende Veröffentlichungen auf dem Gebiet der Forschung in den Geistes-, Sozial- und Kulturwissenschaften sowie in der Entwicklung und Erschließung der Künste“. Ausgezeichnet in insgesamt vier Kategorien wurden: Barbara Bach-Hönig, Claudia Döffinger, Veronika Muchitsch sowie Susanne Scholz und Michael Hell.

### Harald-Kaufmann-Saal

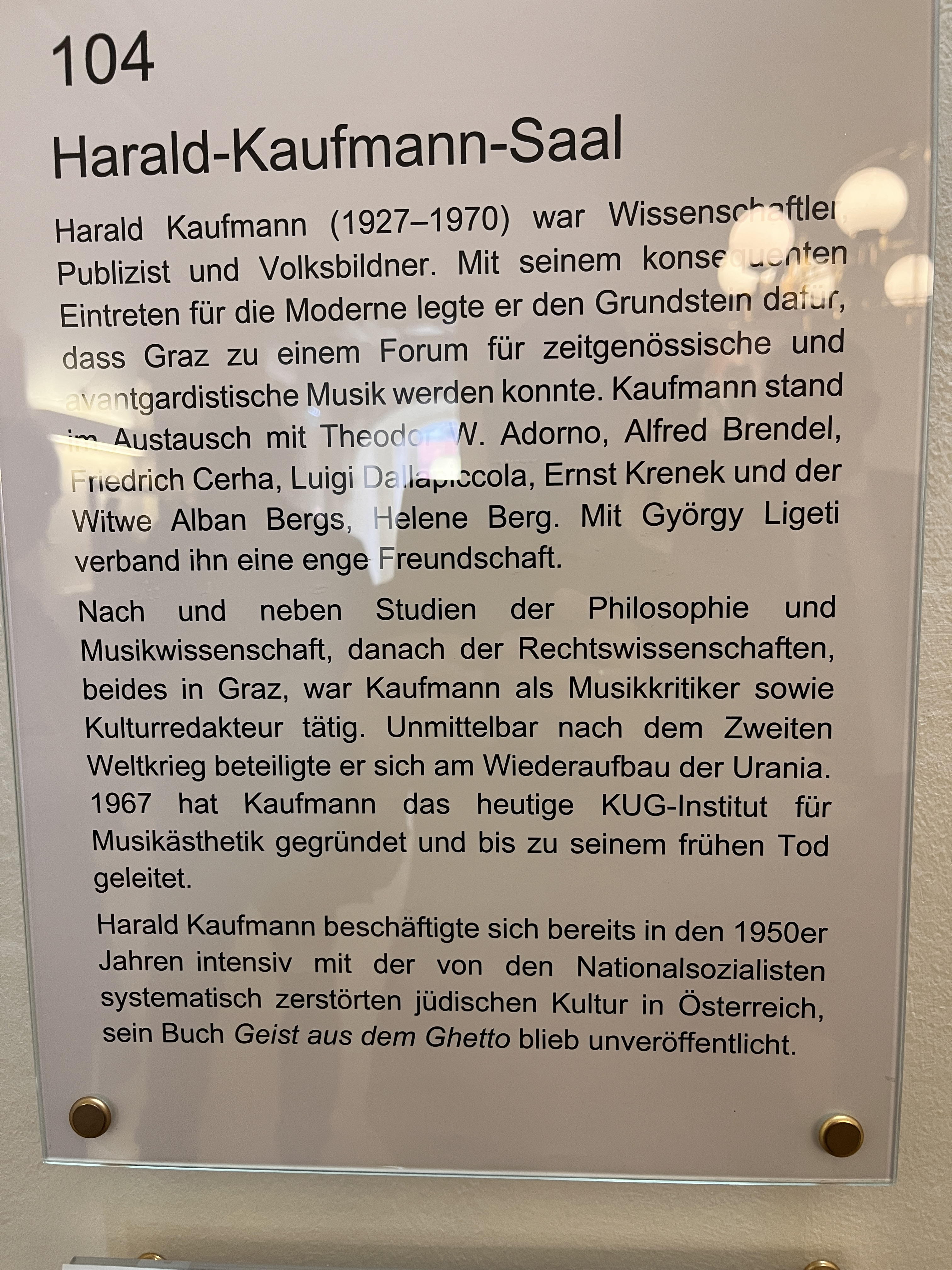
Tafel beim Eingang zum Harald-Kaufmann-Saal, Kunstuniversität Graz

Nach Harald Kaufmann benannte Rektor Georg Schulz am 7. Mai 2025  im Rahmen des „Gedenktages zur Vertreibung oder Ermordung jüdischer Künstler*innen“ den früheren Kleinen Saal in der Kunstuniversität Graz.

## Werke von Harald Kaufmann

### Bücher
- Neue Musik in Steiermark. Graz 1957.
- Hans Erich Apostel. Lafite, Wien 1965.
- Eine bürgerliche Musikgesellschaft. 150 Jahre Musikverein für Steiermark. Graz 1965.
- Spurlinien. Analytische Aufsätze über Sprache und Musik. Lafite, Wien 1969.
- Fingerübungen. Musikgesellschaft und Wertungsforschung. Lafite, Wien 1970.
- Von innen und außen. Schriften über Musik, Musikleben und Ästhetik. Hg. v. Werner Grünzweig und Gottfried Krieger. Wolke, Hofheim 1993, ISBN 3-923997-52-3.
- Musikalische Reisebilder. Hg. v. Werner Grünzweig und Gottfried Krieger. Universal Edition, Wien-London-New York 2015, ISBN 978-3-7024-7373-0.[11]

### Herausgaben
- Studien zur Wertungsforschung 1: Symposion für Musikkritik., Graz 1968.
- Studien zur Wertungsforschung 2, Graz 1969.
- Studien zur Wertungsforschung 4: Psychologie ästhetischer Urteile, Graz 1970 (postum)

### Aufsätze
- „Wandlungen im Mäzenatentum“, in: Österreichische Musikzeitschrift 20 (1965), S. 282–286.
- „Österreichischer Staatspreis 1968: Erich Marckhl“, in: Österreichische Musikzeitschrift 23 (1968), S. 189–196.
- „Der ungeteilte Paul Hindemith“, in: Österreichische Musikzeitschrift  50 (1995), S. 476–480. Mit einem Postskript von Werner Grünzweig.
- „'… eine neue Perspektive auf diese alten Formen'. Gespräch mit Gerd Zacher“, hrsg. von Andreas Dorschel, in: Österreichische Musikzeitschrift 59 (2004), S. 4–8.[A 14]

### Radiosendungen
- „Im Vorfeld der Jakobsleiter. Schönberg, Mahler und Wien“, Westdeutscher Rundfunk, November 1961.
- „Strukturen im Strukturlosen. Über György Ligetis Atmosphères“, Westdeutscher Rundfunk, 1962.
- „Werk und Wirkung von Claude Debussy“, achtteilige Sendereihe (1. „Natur in der Musik“, 2. „Neoklassizismus“, 3. „Wort und Bedeutung“, 4. „Spiele und Spielzeug“, 5. „Dekadenz und Hedonismus“, 6. „Das Ritual“, 7. „Collage und Wirklichkeit“, 8. „Initiator der Neuen Musik“), Bayerischer Rundfunk, 1962.
- „Anmerkungen zu Gluck“, Bayerischer Rundfunk, Frühjahr 1963.
- „Ein Fall absurder Musik. Ligetis Aventures und Nouvelles Aventures“, vier Vorträge für das Nachtstudio des WDR, Westdeutscher Rundfunk, August 1964.
- „Le sacre du printemps von Strawinsky“, Bayerischer Rundfunk, November 1965.
- „Aushöhlung der Tonalität bei Reger“, Südwestfunk Baden-Baden, Mai 1966.[A 15]